# 金曜12時上岡龍太郎がやって来た
金曜12時上岡龍太郎がやって来た（きんようじゅうにじかみおかりゅうたろうがやってきた）は毎日放送ラジオ（MBSラジオ）で放送されていたラジオ番組。

## 放送時間
- 1999年4月2日～2000年3月24日：毎週金曜日12:00-14:00

## 出演者
- 上岡龍太郎
- 森川みどり

## 主な番組内容
- 上岡はすでに2000年3月の自身の誕生日をもって芸能界を引退することを表明しており、そのカウントダウンを行うことを目的のひとつとして始まった番組である。実際、新聞のラジオの番組欄にも「引退まであと○日」と毎週掲載されることとなった。
- 日々是遺言という番組のメインコーナー（リスナーのハガキコーナー）がパート1からパート3まで番組内の随所に存在した。
- 番組のノベルティグッズとして図書カードが用意された。
- テーマ曲はステッペンウルフ「Born To Be Wild」
- 最終回は上岡が引退公演を行った南座から公開生放送が行われた。